# بسترهای جداگانه
بسترهای جداگانه فیلمی به کارگردانی ایرج قادری و نویسندگی سعید مطلبی محصول سال ۱۳۴۷ است.

## خلاصه داستان
«حمید» که با همسرش «مهری» درگیری و اختلاف دارد، همسر و دخترش «مهتاب» را ترک می‌کند و به کافه می‌رود. «حمید» با رقاصه ای به نام «مینا» آشنا می‌شود که درصدد است او را در دام گروهی قاچاق چی به رهبری «احمد» گرفتار کند. «مهری» در نتیجهٔ بی اعتنایی «حمید» و تحت تأثیر دوستش «فاطی» درصدد تلافی بر می‌آید. «حمید» در بازی قمار و در حال مستی یک چک سفید امضاء می‌کند و به «مینا» و افراد «احمد» می‌سپارد. او روز بعد موقع اعادهٔ چک با «احمد» و افرادش درگیر می‌شود و آن‌ها او را به همکاری دعوت می‌کنند و بسته الماس قاچاق را با همکاری «حمید» از محلی به محل دیگر جابه‌جا می‌کنند موقع حمل بستهٔ دوم «مهری» از مکالمهٔ «حمید» با «احمد» از خطری که شوهرش را تهدید می‌کند مطلع می‌شود و موضوع را به «سرهنگ جواد»، رئیس ژاندارمری، اطلاع می‌دهد. ژاندارمری‌ها قاچاقچی‌ها را تعقیب می‌کنند و «حمید»، «احمد» را تحویل سرهنگ می‌دهد.

## بازیگران
- ایرج قادری
- آذر حکمت شعار
- فروزان
- سیروس شاندرمنی
- علی زندی
- ایران قادری
- فرنگیس فروهر
- محسن مهدوی
- مژگان
- سهیلا
- حسن غفاری
- رفیع حالتی
- فرهاد حمیدی
- پرویز شکری
- علی اخلاقی
- محمد فرزین